# Langrisser III
Langrisser III (ラングリッサーIII) est un jeu vidéo de rôle tactique, développé par NCS Masaya et publié par NCS Corporation sur Saturn le 12 septembre 1996 exclusivement au Japon. Le jeu a été ensuite adapté sur Windows en 2000 et PlayStation 2 en 2005. Il fait partie de la série Langrisser.

## Trame
Bien qu'il s'agisse du troisième opus de la série, il s'agit d'une préquelle aux deux premiers titres de la série ainsi qu'à la série préquelle Elthlead, et traite de la création de l'épée Langrisser.
Le jeu introduit les guerres qui ont lieu au fil de cette série de stratégie. Il met également en place les généalogies présentes dans la plupart des jeux de la série, à l'exception de Langrisser IV dont l'action a lieu sur le continent de l'Ouest Yeless.